# Sex Professionals of Canada

Logo

Sex Professionals of Canada (SPOC) est un groupe militant canadien. Le SPOC a été formé en 1983 et mène des campagnes d'éducation du public et de contestation judiciaire pour dépénaliser les lois canadiennes sur la prostitution.

## Histoire
Fondée en 1983, le SPOC est devenue une organisation militante bénévole entièrement dirigée par des travailleuses du sexe. L'organisation défend «la dépénalisation de toutes les formes de travail du sexe au Canada» et compte sur les dons pour un soutien financier.
Selon le site Web du SPOC, la mission et les principes de l'organisation sont énumérés comme suit:
- SPOC est un réseau d'activistes géré par des bénévoles qui s'engage dans le plaidoyer et l'éducation,
- Le SPOC fonctionne sur le principe que toutes les formes de travail sexuel consensuel chez les adultes sont des professions valables,
- Le SPOC soutient que les professionnel (le) s du sexe ont la capacité de choisir et que nos expériences sont diverses,
- Le SPOC soutient que les professionnel (le) s du sexe méritent des droits du travail et des normes de santé et de sécurité au travail définies par les professionnel (le) s du sexe eux-mêmes,
- Les membres et associés du SPOC s'opposent à ceux qui cherchent à «sauver» les travailleuses du sexe en utilisant la force ou des mesures coercitives, y compris des programmes de rééducation / sortie imposés par le tribunal, des prisons ou des camps[2].

## Personnes clés
La directrice exécutive de l'organisation est Amy Lebovitch ; son directeur adjoint est Eve Anderson; l'«Exec-at-Large» de SPOC est Julie Grant; et Valérie Scott est la coordonnatrice juridique.

## Bedford c.Canada
Le 20 mars 2007, Valerie Scott, Amy Lebovitch et Terri-Jean Bedford ont introduit une requête (Bedford c. Canada) devant la Cour supérieure de justice de l'Ontario demandant l'invalidation constitutionnelle de l'article 210 (maison de débauche), de l'article 212 (1) j) (vivre des produits de la vente) et de l'article 213 (1) c) (communication dans le but de prostitution) du Code criminel.